# Caradrina khorassana
Caradrina khorassana là một loài bướm đêm trong họ Noctuidae.